# Jacek Kosmalski
Jacek Kosmalski (ur. 4 września 1976 w Białogardzie) – polski piłkarz grający na pozycji napastnika.

## Życiorys
Karierę piłkarską rozpoczął w wieku 14 lat, w klubie Głaz Tychowo. Jest wychowankiem tamtejszej szkółki piłkarskiej, w której trenował przez sześć sezonów. Następnie, poprzez występy w Kotwicy Kołobrzeg, trafił do Legii Warszawa, gdzie zagrał 2 mecze. Debiut zaliczył 15 września 1996 w meczu przeciwko Polonii Warszawa (3-0). Z warszawską drużyną udało mu się zdobyć Puchar Krajowy.
Wkrótce trafił do Dolcanu Ząbki, a później kolejno do klubów Orlęta Łuków, Chemik Police, Pomerania Police i Odra Szczecin, Pomerania. W żadnym z tych klubów nie zagrał dłużej niż sezon.
W Policach został zauważony przez działaczy Pogoni Szczecin, gdzie wkrótce rozpoczął treningi. W pierwszym sezonie rozegrał 24 mecze, strzelając 2 gole. Drugi sezon w Pogoni to 10 meczów i 2 gole. Kolejnym klubem w jego karierze był ŁKS Łódź, z którego po roku gry trafił do Polonii Warszawa. W pierwszym sezonie gry w Warszawie rozegrał 20 spotkań, strzelając 6 goli. Szybko zyskał grono wiernych kibiców. Po sezonie gry w Polonii chciał spróbować swoich sił za granicą. Nieudane pertraktacje z zagranicznymi klubami spowodowały, że piłkarz pozostał w klubie przy ul. Konwiktorskiej. Razem z Polonią spadł do II ligi.
Kosmalskiemu zarzucano niesportowy tryb życia (sam przyznaje w wywiadach, że nie zrobił kariery w Legii Warszawa właśnie z tego względu), nadużywał alkoholu. Mówi się także, że miał problemy z hazardem.
Kosmalski nie jest uznawany za typowego egzekutora, jego głównym zadaniem w większości klubów było dogrywanie piłek do partnerów z ataku, ale nie przeszkodziło to w zainteresowaniu jego osobą klubów m.in. z ligi rosyjskiej (CSKA Moskwa).
W sezonie 2006/2007 Jacek Kosmalski został królem strzelców II ligi.
17 lipca 2010 został piłkarzem Miejskiego Klubu Piłkarskiego Pogoń Siedlce. 24 sierpnia 2012 przedłużył umowę z klubem na zasadzie umowy amatorskiej.
W sezonie 2013/2014 grał w Polonii Warszawa awansując wraz z nią do III ligi. W 2014 zostaje kierownikiem Polonii Warszawa.